# Vulkaner i Indonesien

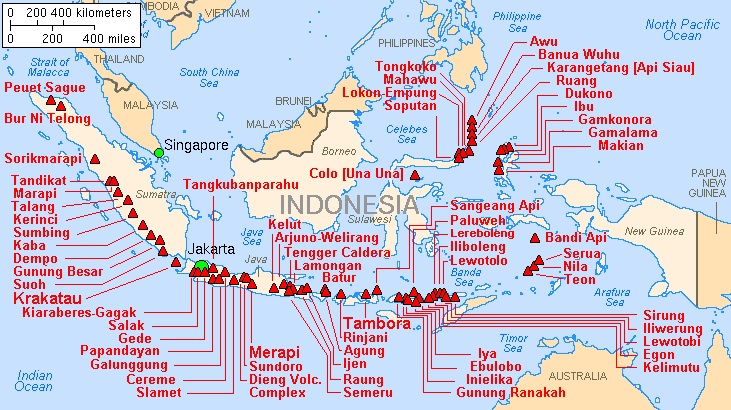
Större vulkaner i Indonesien.

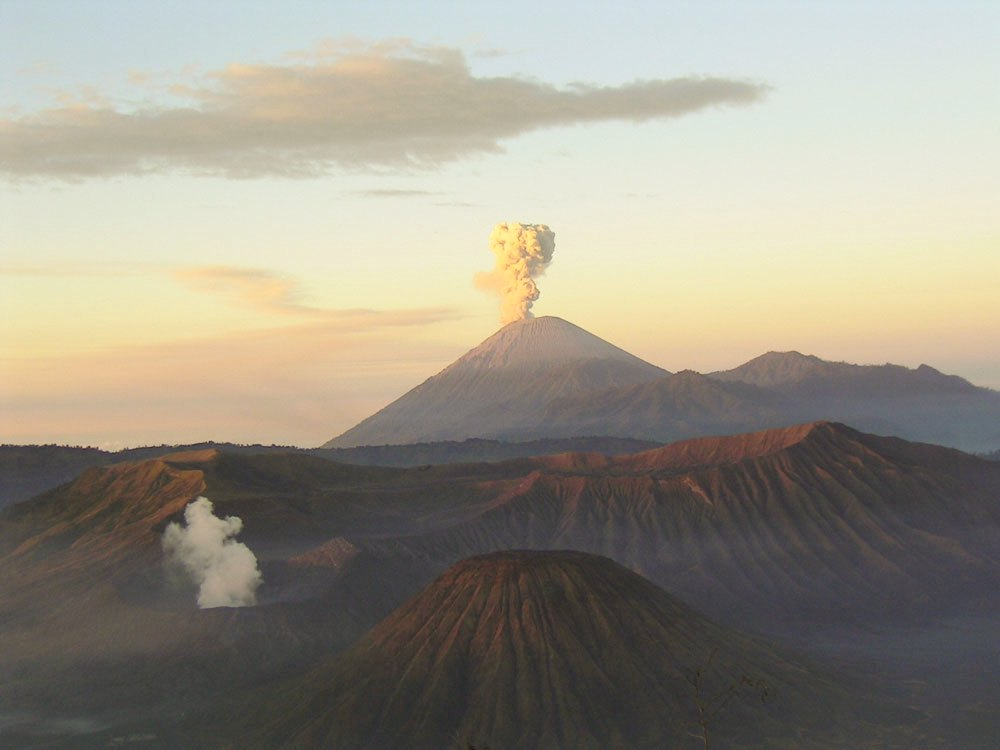
Semeru är den övre vulkanen och Bromo den undre, Östra Java.

De flesta av Indonesiens vulkaner har bildats till följd av den subduktionszon som finns mellan den eurasiska och indo-australiska kontinentalplattan. Några av dessa vulkaner är kända för sina utbrott. Bland dessa Krakatau, för sitt utbrott 1883 som fick globala följder, Toba, för sitt supervulkanutbrott som beräknas ha inträffat för cirka 76 000 år sedan vilket skapade en vulkanvinter som påverkade klimatet under sex års tid, och Tambora, för sitt utbrott 1815 vilket är det största utbrottet i modern tid.
Indonesiens vulkaner är en del av Eldringen, vilket är namnet på den hästskoformade kedja av vulkaner som finns kring Stilla havet. De cirka 150 vulkaner som listas nedan är indelade efter sex olika geografiska regioner, fyra av dem tillhör Sundabågens gravsystem och de återstående två är vulkanerna på Halmahera (och dess omgivande öar), samt vulkanerna på Sulawesi och Sangiheöarna. Den senare vulkangruppen är en del av den vulkanbåge som skapat Filippinerna och dess vulkaner.
De mest aktiva vulkanerna är Kelut och Merapi på Java vilka under utbrott dödat tusentals människor. Sedan 1000 e.Kr. har Kelut haft fler än 30 utbrott, det största med en femma på den åttagradiga VEI-skalan, medan Merapi har haft mer än 80 utbrott under samma period.

## Om listan
Det finns ingen standarddefinition för vad en vulkan är. En vulkan kan definieras som en enskild öppning, som ett vulkaniskt fält eller genom dess vulkaniska uppbyggnad. En gammal vulkans innandöme kan ha fallit samman och skapat en ny underjordisk magmakammare som fungerar som en ny vulkan. Flera av de vulkaner som är aktiva nuförtiden har skapats som en satellitkon till en annan vulkan eller vulkankrater. Några vulkankoner är namngivna i en grupp, trots att lokalbefolkningen har namn för var och en. Om en vulkan är aktiv eller inte kan inte fastställas exakt. En vulkans aktivitet bestäms antingen med hjälp av historiska källor, C14-mätningar eller den geotermiska aktiviteten.

### Sumatra

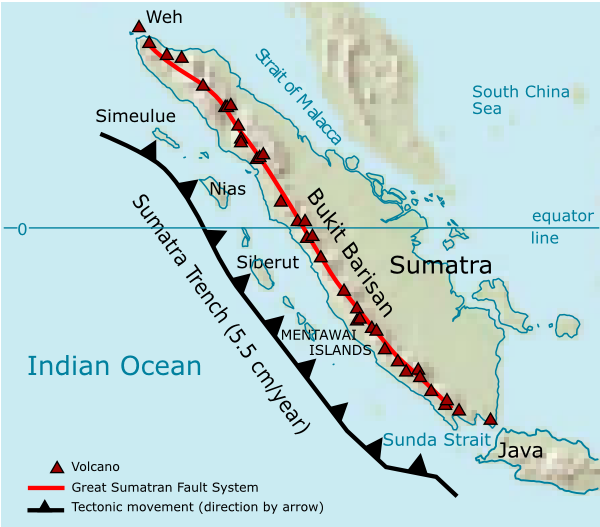
Karta som visar var vulkaner och förkastningslinjen är belägna.

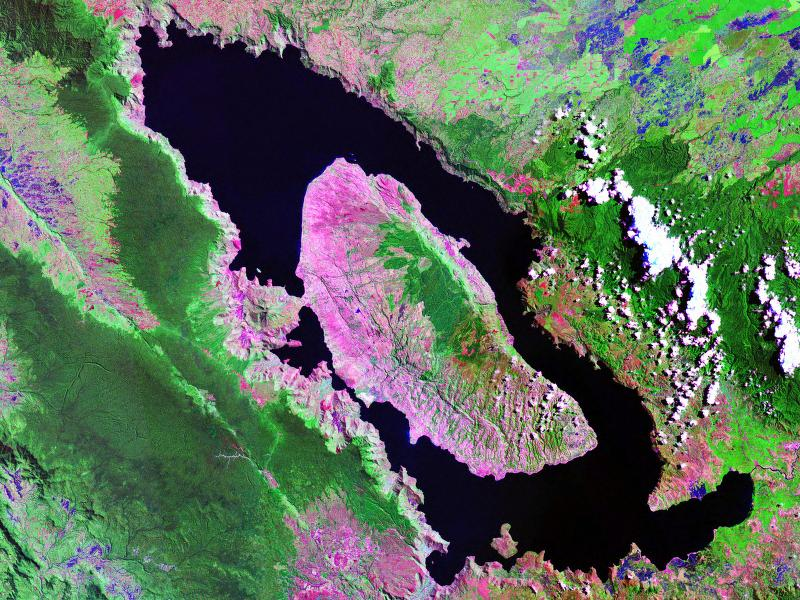
Landsat-bild på Tobasjön.
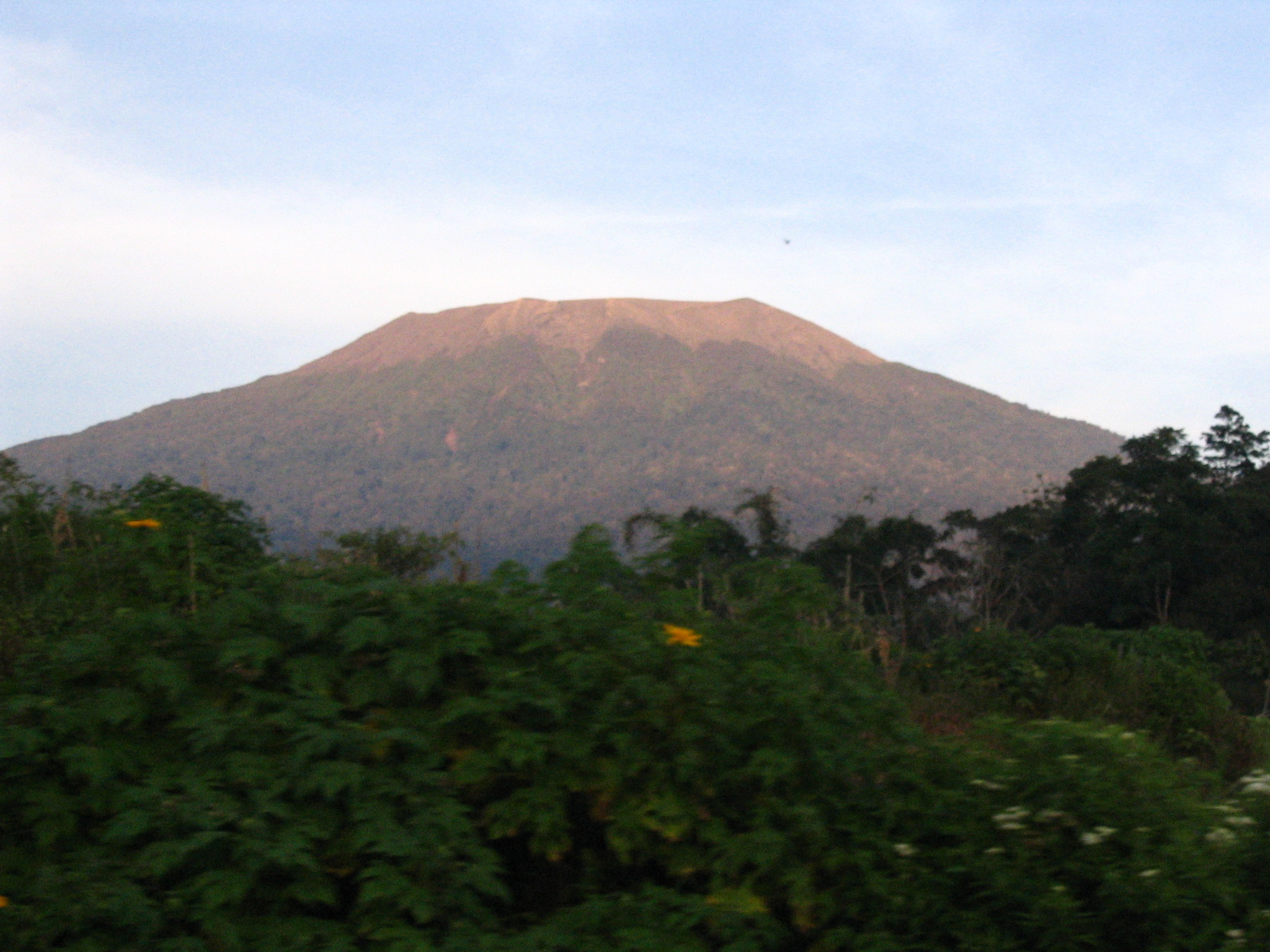
Marapi.
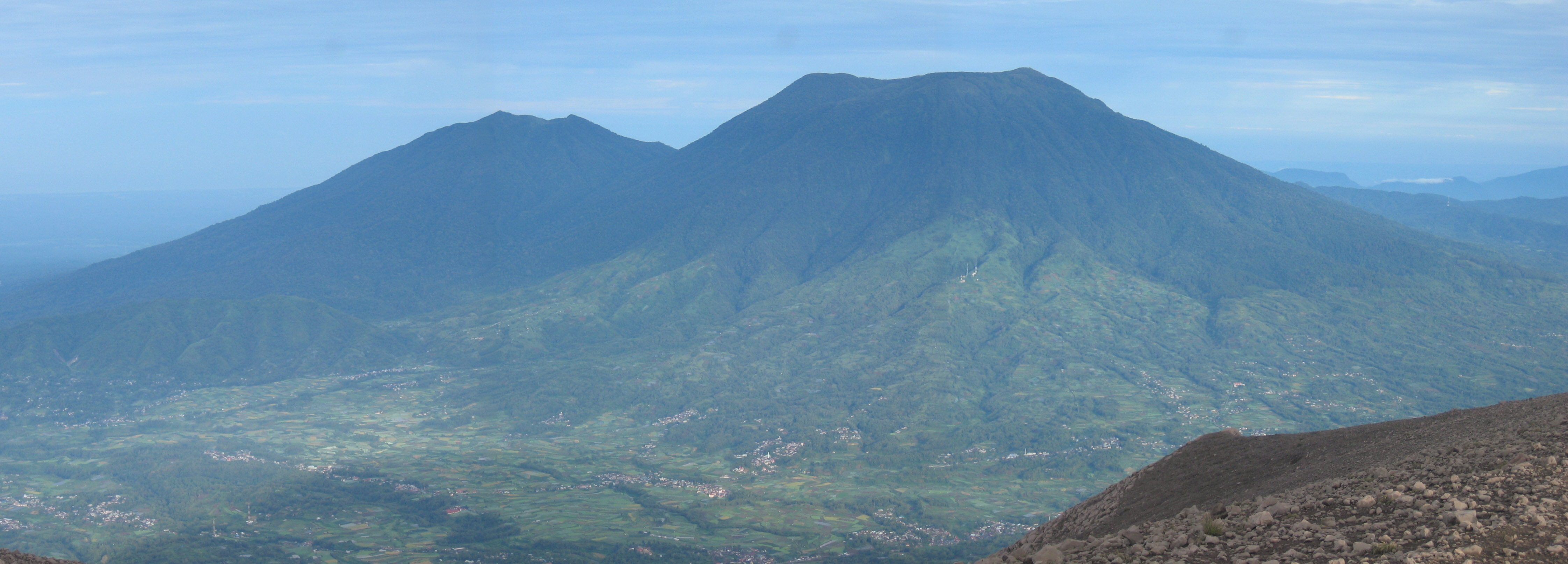
Tandikat (vänster) och Singgalang (höger) sedda från Marapi.
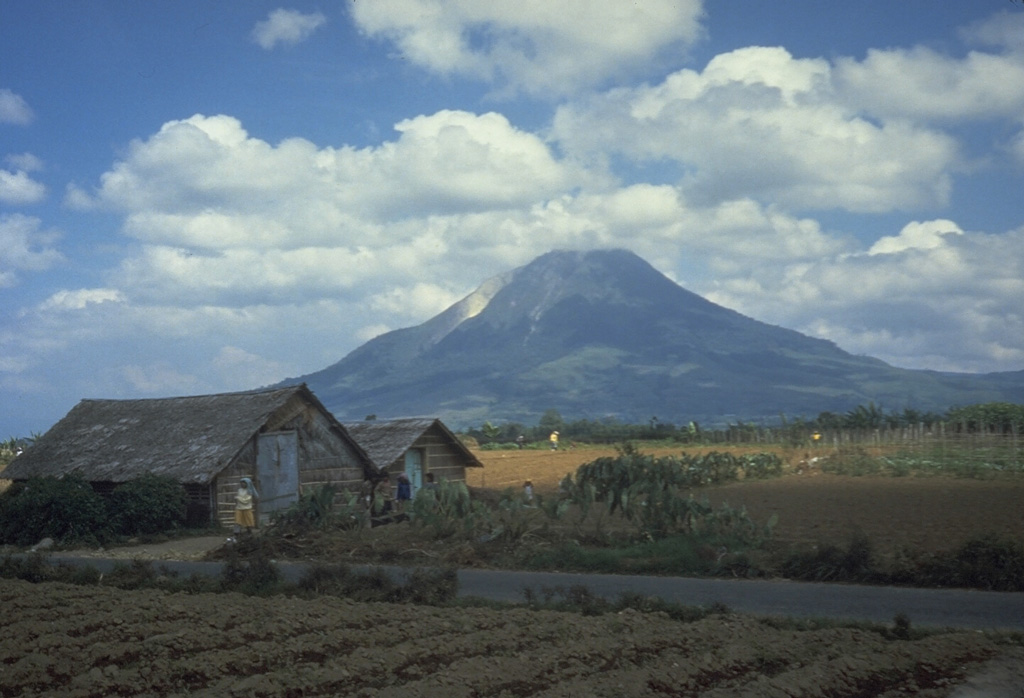
Sinabung 1987.

### Sundasundet och Java

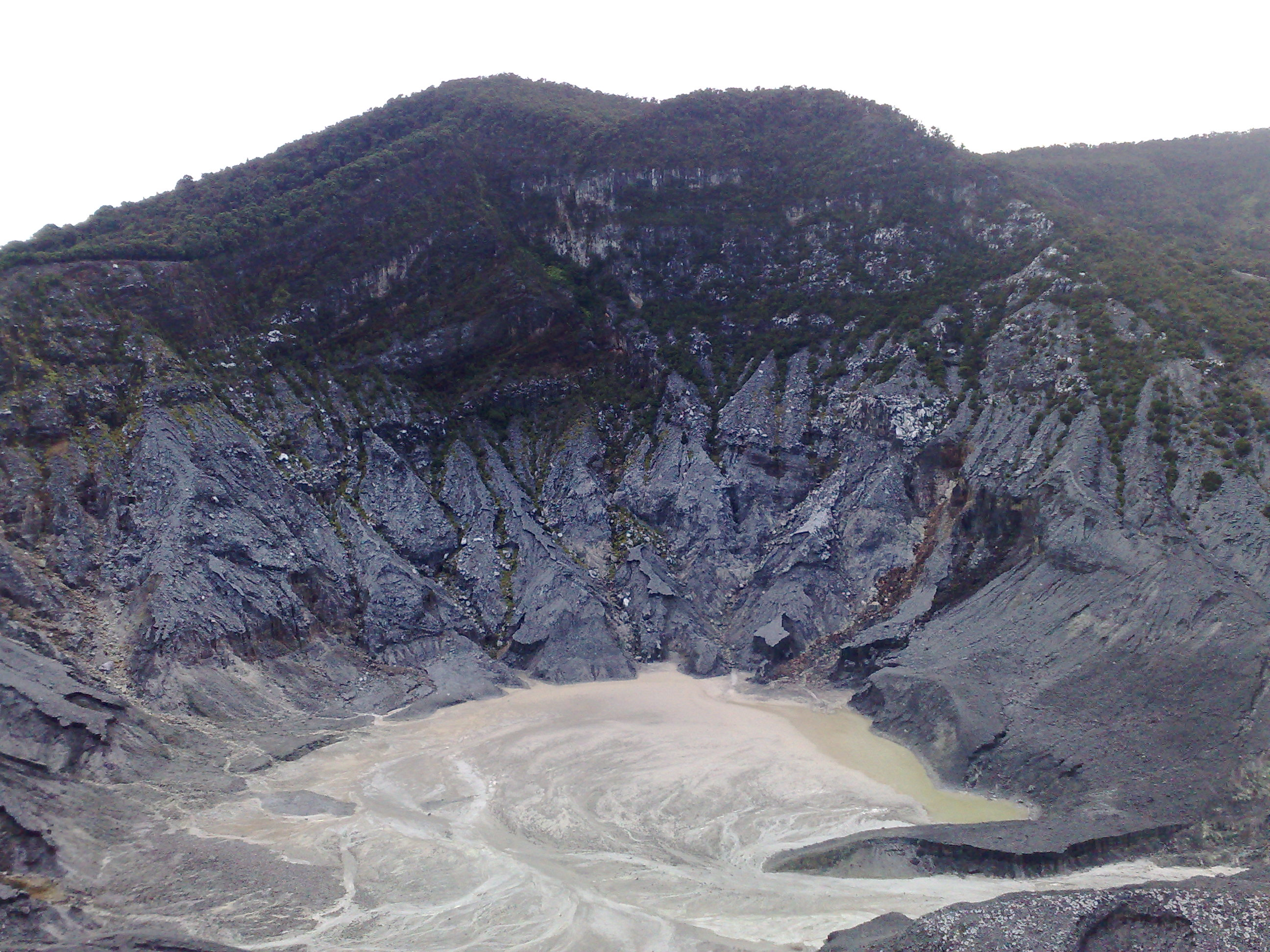
Tangkuban Perahu, fotograferad från ovan.
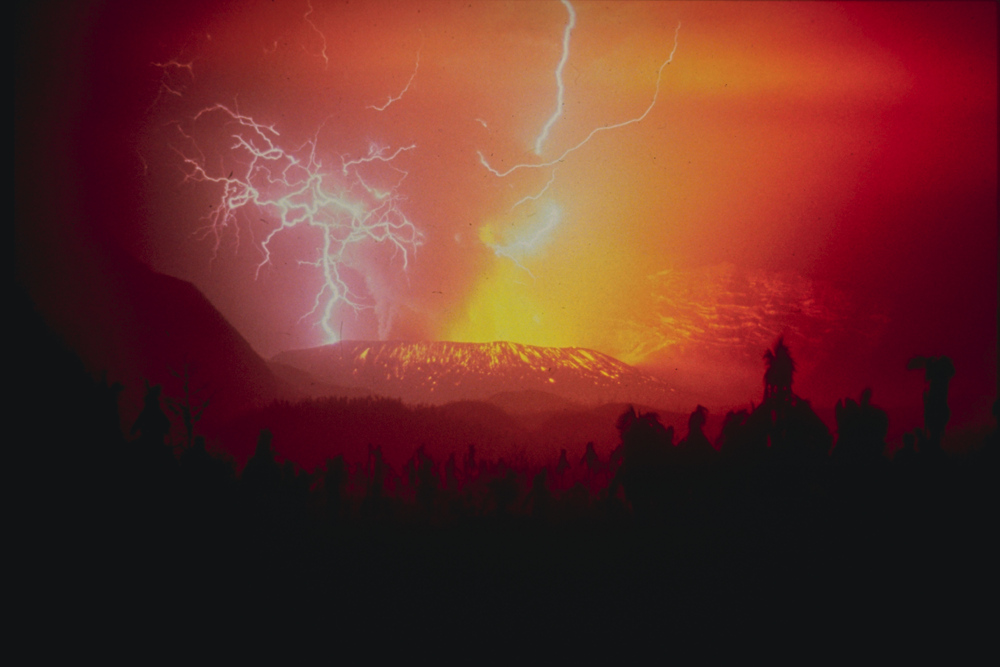
Blixtnedslag under Galunggung utbrott 1982.
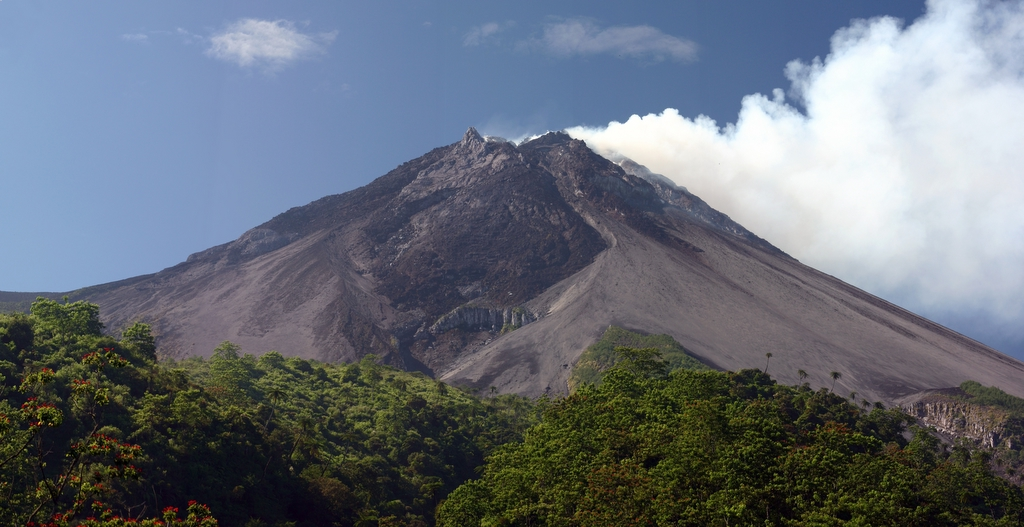
Merapi, den mest aktiva vulkanen i Indonesien.
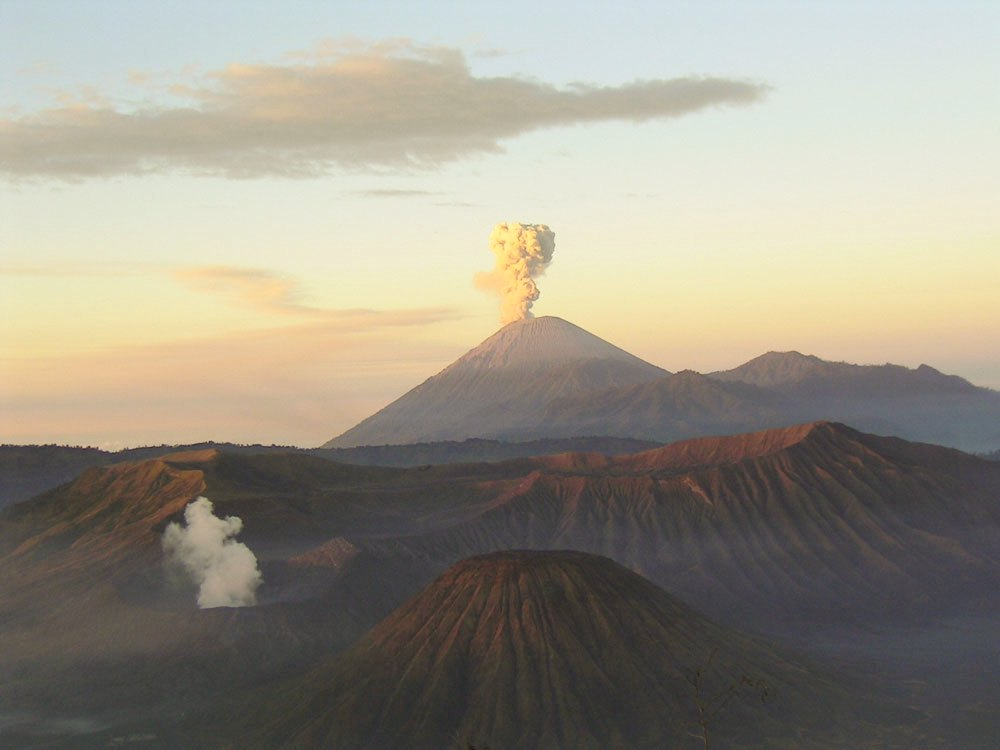
Semeru, Javas högsta vulkan, vilket har haft ett oavbruttet utbrott sedan 1967.
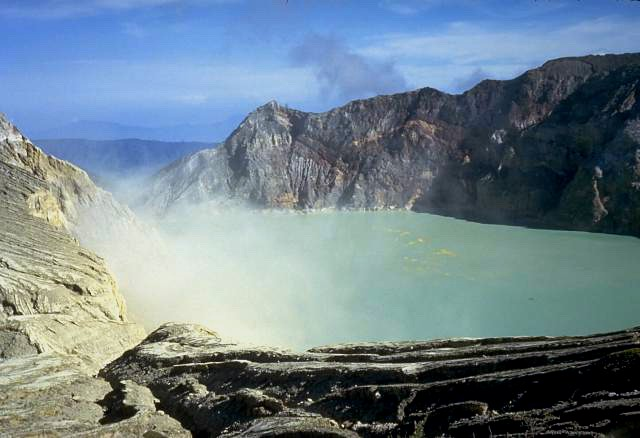
Den turkosfärgade svavelsjön i Ijens caldera.

### Små Sundaöarna

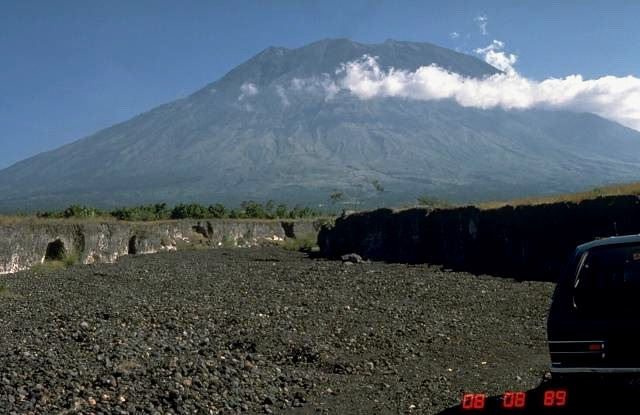
Gunung Agung på Bali.
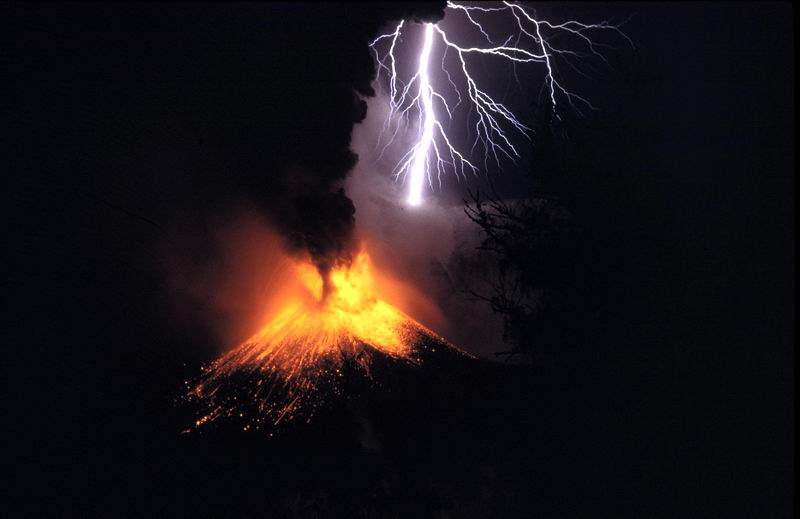
Ett utbrott på Rinjani 1984.
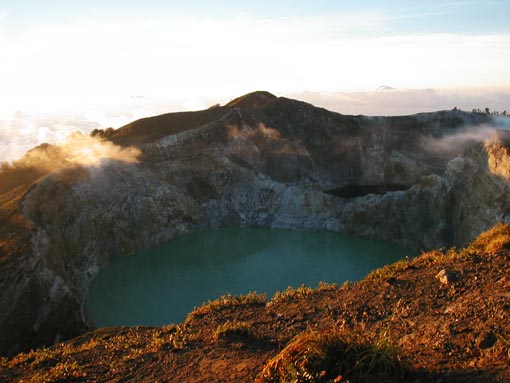
En av de tre olikfärgade sjöarna vid Kelimutu.

### Bandasjön

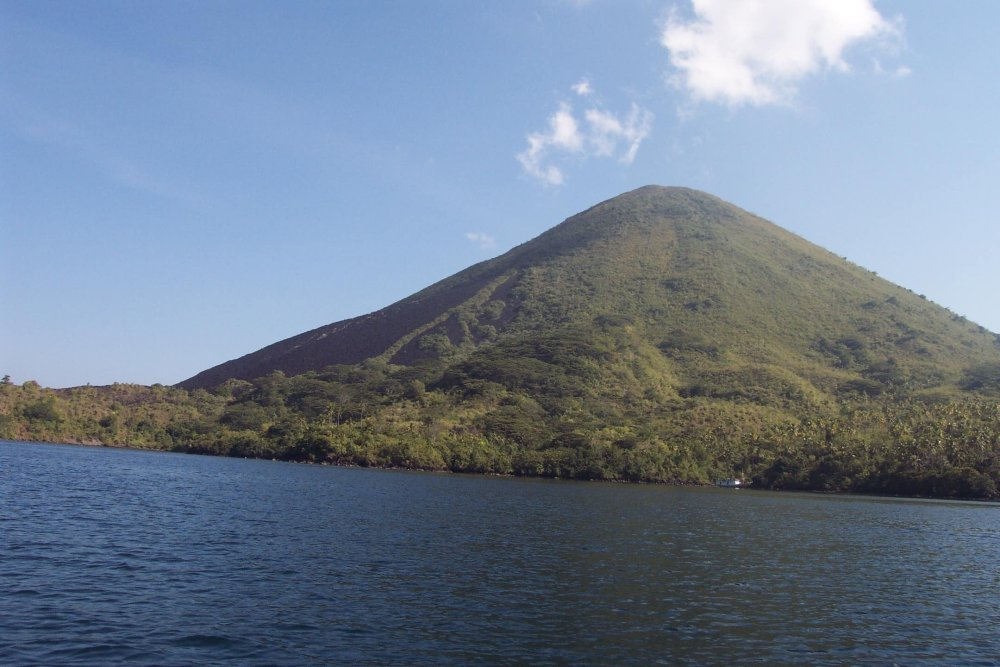
Banda Api.

### Halmahera

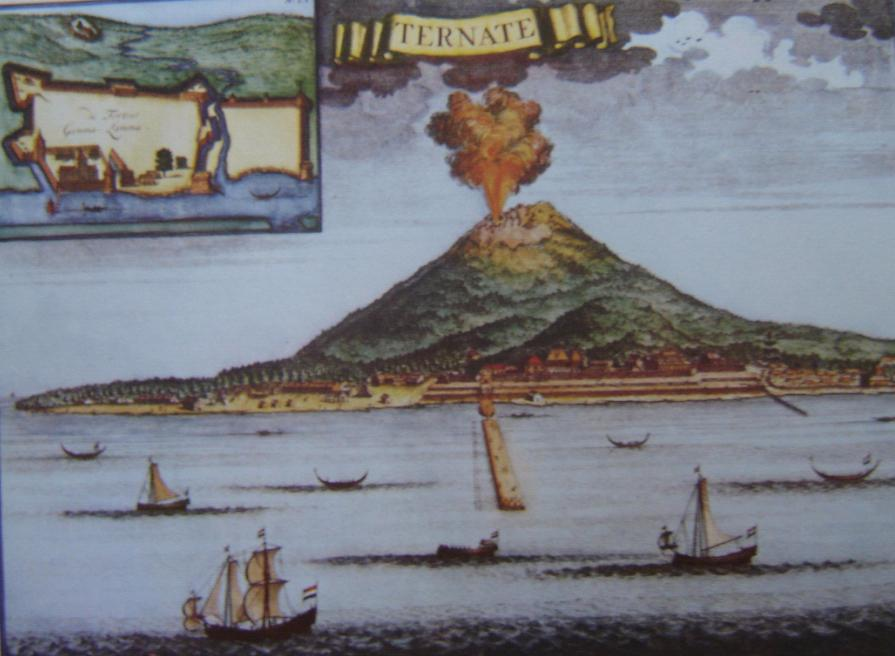
Målning av ett utbrott av Gamalama under tidigt 1700-tal. Ett portugisiskt fort syns på målningen.